# Arisa Matsubara
Arisa Matsubara (松原 有沙, Matsubara Arisa, Hokkaido, 1 mei 1995) is een Japans voetbalster die als middenvelder speelt bij Nojima Stella Kanagawa Sagamihara.

## Clubcarrière
Matsubara begon haar carrière in 2018 bij Nojima Stella Kanagawa Sagamihara.

## Interlandcarrière
Matsubara nam met het Japans nationale elftal O17 deel aan het WK onder 17 in 2012.
Matsubara maakte op 27 februari 2019 haar debuut in het Japans vrouwenvoetbalelftal tijdens een wedstrijd om de SheBelieves Cup tegen Verenigde Staten van Amerika. Ze heeft 4 interlands voor het Japanse elftal gespeeld en scoorde daarin 1 keer.

## Statistieken
| Japans vrouwenvoetbalelftal | Japans vrouwenvoetbalelftal | Japans vrouwenvoetbalelftal |
| Jaar                        | Wed.                        | Dlp.                        |
| --------------------------- | --------------------------- | --------------------------- |
| 2019                        | 4                           | 1                           |
| Totaal                      | 4                           | 1                           |